# Nội dung do người dùng tạo

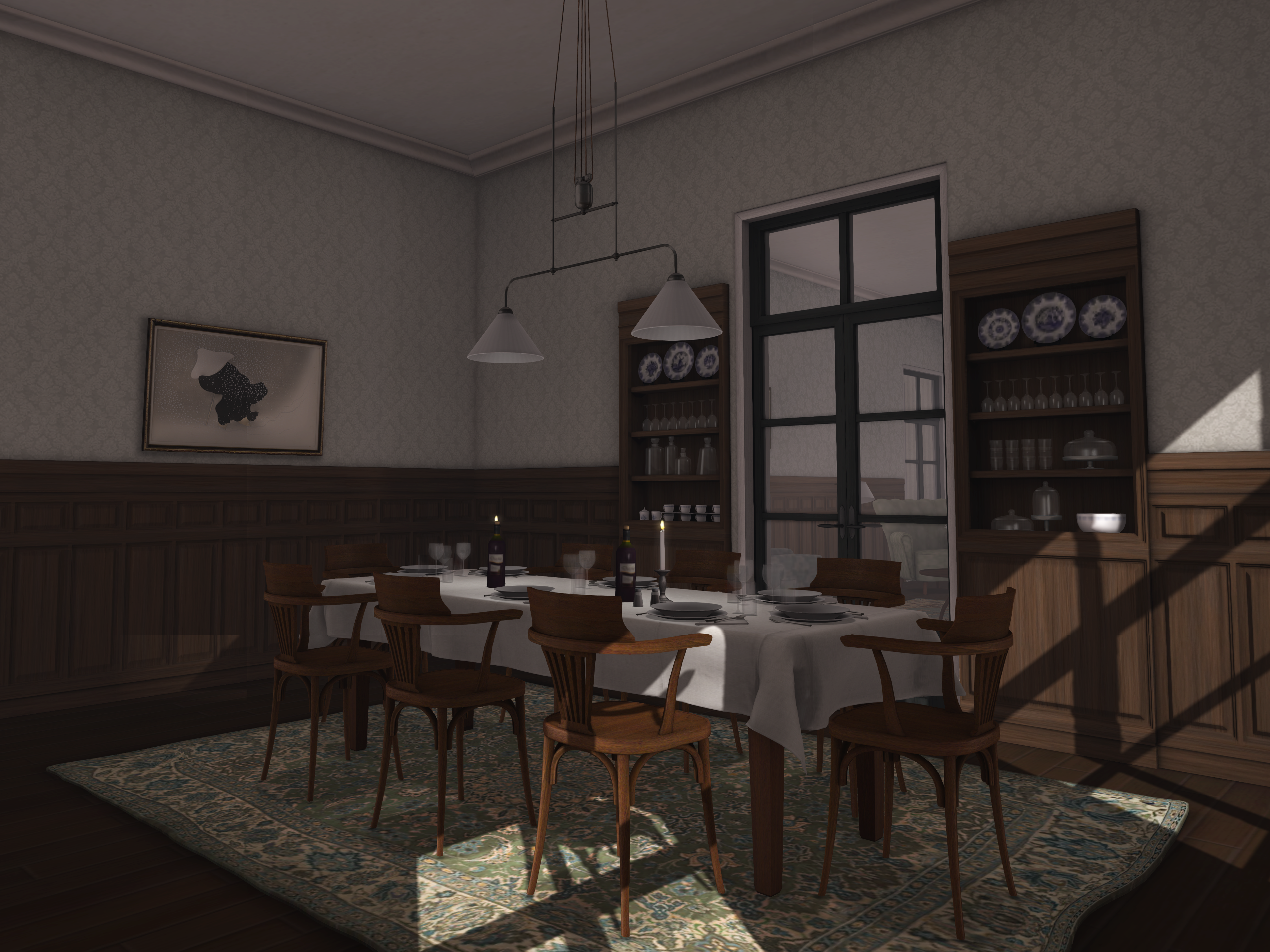
Nội dung do người dùng tạo trong thế giới ảo Cuộc sống thứ hai

Nội dung do người dùng tạo (User-generated content - UGC hoặc user-created content UCC), là bất kỳ dạng nội dung nào, chẳng hạn như hình ảnh, video, văn bản và âm thanh, đã được người dùng đăng trên các nền tảng trực tuyến như phương tiện truyền thông xã hội và wiki. Thuật ngữ "nội dung do người dùng tạo" và khái niệm mà nó đề cập đến việc sử dụng chính vào giữa những năm 2000, xuất hiện trong xuất bản web và giới sản xuất nội dung phương tiện truyền thông mới. BBC đã thông qua một nền tảng nội dung do người dùng tạo cho các trang web của mình vào năm 2005 và Tạp chí TIME có tên "Bạn" là Nhân vật của năm 2006, đề cập đến sự gia tăng sản xuất UGC trên nền tảng Web 2.0. CNN cũng đầu tư phát triển một nền tảng nội dung do người dùng tạo tương tự, được gọi là iReport. Có một số ví dụ khác về các kênh tin tức thực hiện các giao thức tương tự, đặc biệt là ngay sau hậu quả của một cuộc tấn công thảm khốc hoặc khủng bố. Người dùng phương tiện truyền thông xã hội có thể cung cấp nội dung và thông tin nhân chứng chính có thể không truy cập được. Do các phương tiện truyền thông và công nghệ mới, chẳng hạn như chi phí thấp và rào cản gia nhập thấp, Internet là một nền tảng dễ dàng để tạo và phân phối nội dung do người dùng tạo , cho phép phổ biến thông tin với tốc độ nhanh chóng sau khi xảy ra sự kiện địa điểm. Tuy nhiên, UGC không chỉ giới hạn ở các tin tức hoặc phương tiện truyền thông chính thống.
Nội dung do người dùng tạo được sử dụng cho nhiều ứng dụng, bao gồm xử lý sự cố, tin tức, giải trí, quảng cáo, tin đồn và nghiên cứu. Đó là một ví dụ về dân chủ hóa sản xuất nội dung và làm phẳng các hệ thống phân cấp truyền thông truyền thống. Trong những năm 1970 và 1980, các "người gác cổng" truyền thống như biên tập viên báo chí, nhà xuất bản và chương trình tin tức đã phê duyệt tất cả nội dung và thông tin trước khi nó được phát sóng hoặc xuất bản, vào những năm 1990 và 2000, khi sản xuất phương tiện thông qua các công nghệ mới đã trở nên dễ tiếp cận hơn, thân thiện với người dùng hơn và giá cả phải chăng cho công chúng, số lượng lớn các cá nhân có thể đăng văn bản, ảnh kỹ thuật số và video kỹ thuật số trực tuyến, với rất ít hoặc không có "người gác cổng" hoặc bộ lọc.

## Lịch sử
Năm 1857, Richard Chenevix Trench của Hiệp hội Triết học Luân Đôn đã tìm kiếm sự đóng góp của công chúng trên khắp thế giới nói tiếng Anh để tạo ra ấn bản đầu tiên của Từ điển tiếng Anh Oxford. Như Simon Winchester kể lại:
Vì vậy, những gì chúng tôi sẽ làm, nếu tôi được sự đồng ý của bạn rằng chúng tôi sẽ sản xuất một cuốn từ điển như vậy, là chúng tôi sẽ gửi lời mời, sẽ gửi những lời mời này đến mọi thư viện, mọi trường học, mọi trường đại học, mọi cửa hàng sách mà chúng ta có thể xác định trên khắp thế giới nói tiếng Anh ... ở bất cứ nơi nào nói hoặc đọc tiếng Anh với bất kỳ mức độ nhiệt tình nào, mọi người sẽ được mời đóng góp lời nói. Và vấn đề là, cách họ làm, cách họ sẽ được yêu cầu và hướng dẫn làm điều đó, là đọc ngấu nghiến và bất cứ khi nào họ nhìn thấy một từ, cho dù đó là giới từ hay một con quái vật sesquipedalian, họ sẽ ... nếu nó khiến họ thích thú và nếu họ đọc nó ở đâu, họ thấy nó trong một câu minh họa cách mà từ đó được sử dụng, cung cấp ý nghĩa của ngày cho từ đó, thì họ sẽ viết nó vào một tờ giấy ... phía trên bên trái bạn viết từ, từ đã chọn, từ bắt, trong trường hợp này là 'chạng vạng'. Sau đó là câu trích dẫn, câu trích dẫn minh họa nghĩa của từ. Và bên dưới nó, trích dẫn, nó đến từ đâu, nó được in ra hay nó đã ở trong bản thảo ... và sau đó là tài liệu tham khảo, tập, trang, vân vân ... và gửi những mẩu giấy này, những mẩu giấy này là chìa khóa để tạo ra từ điển này, trong trụ sở của từ điển. [22]
Trong những thập kỷ tiếp theo, hàng trăm nghìn đóng góp đã được gửi đến các biên tập viên.
Trong những năm 1990, một số hệ thống bảng thông báo điện tử dựa trên nội dung do người dùng tạo. Một số hệ thống này đã được chuyển đổi thành các trang web, bao gồm trang web thông tin phim IMDb, bắt đầu là rec.arts.movies vào năm 1990. Với sự phát triển của World Wide Web, trọng tâm được chuyển sang các trang web, một số trong số đó dựa trên do người dùng tạo nội dung, bao gồm Wikipedia (2001) và Flickr (2004).
Video Internet do người dùng tạo đã được phổ biến bởi YouTube, một nền tảng video trực tuyến do Chad Hurley, Jawed Karim và Steve Chen thành lập vào tháng 4 năm 2005. Nó cho phép phát trực tuyến video nội dung do người dùng tạo MPEG-4 AVC (H.264) từ mọi nơi. World Wide Web.
BBC đã thành lập một nhóm thí điểm nội dung do người dùng tạo vào tháng 4 năm 2005 với 3 nhân viên. Sau vụ đánh bom ở London ngày 7 tháng 7 năm 2005 và vụ cháy kho dầu Buncefield, đội đã được thành lập thường trực và được mở rộng, phản ánh sự xuất hiện của các nhà báo công dân. Sau thảm họa Buncefield, BBC đã nhận được hơn 5.000 bức ảnh từ người xem. BBC thường không trả tiền cho nội dung do người xem tạo ra.
Năm 2006, CNN ra mắt CNN iReport, một dự án được thiết kế để đưa nội dung tin tức do người dùng tạo lên CNN. Đối thủ của nó là Fox News Channel đã khởi động dự án của mình để đưa tin tức do người dùng tạo, có tiêu đề tương tự là "uReport". Điều này là điển hình của các tổ chức tin tức truyền hình lớn trong giai đoạn 2005–2006, những người đã nhận ra, đặc biệt sau vụ đánh bom ở London ngày 7 tháng 7, rằng báo chí công dân giờ đây có thể trở thành một phần quan trọng của tin tức phát sóng. Ví dụ: Sky News thường xuyên thu hút những bức ảnh và video từ người xem.
Nội dung do người dùng tạo đã được giới thiệu trong Nhân vật của năm 2006 của tạp chí Time, trong đó người của năm là "bạn", có nghĩa là tất cả những người đóng góp cho phương tiện do người dùng tạo, bao gồm YouTube, Wikipedia và MySpace. [4] Tiền thân của nội dung do người dùng tạo tải lên YouTube là Video Gia đình Vui nhộn nhất của Mỹ.

## Định nghĩa
Sự ra đời của nội dung do người dùng tạo đã đánh dấu sự thay đổi giữa các tổ chức truyền thông từ việc tạo nội dung trực tuyến sang cung cấp phương tiện cho người nghiệp dư để xuất bản nội dung của riêng họ. Nội dung do người dùng tạo cũng được mô tả là phương tiện truyền thông công dân trái ngược với 'phương tiện truyền thông hàng hóa đóng gói' của thế kỷ trước. Citizen Media là phản hồi và tin tức do khán giả tạo ra. Mọi người đưa ra đánh giá của họ và chia sẻ câu chuyện dưới dạng âm thanh do người dùng tạo và video do người dùng tải lên và video do người dùng tạo. Cái trước là một quá trình hai chiều trái ngược với phân phối một chiều của cái sau. Phương tiện đàm thoại hoặc hai chiều là một đặc điểm chính của cái gọi là Web 2.0, khuyến khích xuất bản nội dung của chính mình và nhận xét về nội dung của người khác.
Do đó, vai trò của khán giả thụ động đã thay đổi kể từ khi phương tiện truyền thông mới (New Media) ra đời và số lượng người dùng có sự tham gia ngày càng tăng đang tận dụng các cơ hội tương tác, đặc biệt là trên Internet để tạo nội dung độc lập. Thử nghiệm cơ sở sau đó đã tạo ra một sự đổi mới trong âm thanh, nghệ sĩ, kỹ thuật và liên kết với khán giả mà sau đó đang được sử dụng trong phương tiện truyền thông chính thống. Khán giả tích cực, có sự tham gia và sáng tạo đang thịnh hành ngày nay với các phương tiện, công cụ và ứng dụng tương đối dễ tiếp cận, và văn hóa của nó lần lượt ảnh hưởng đến các tập đoàn truyền thông đại chúng và khán giả toàn cầu.